# La giungla
La giungla (The Jungle) è un romanzo del giornalista e scrittore statunitense Upton Sinclair, noto per il suo impegno nel denunciare la corruzione del governo e dell'economia all'inizio del XX secolo. 
Nel 1904 Sinclair trascorse sette settimane a raccogliere informazioni lavorando sotto copertura negli impianti di lavorazione della carne dei macelli di Chicago per il settimanale socialista Appeal to Reason, che pubblicò il romanzo a puntate nel 1905. Il romanzo venne in seguito pubblicato per intero dalla casa editrice Doubleday in 1906.
Il libro ritrae la miseria della classe operaia, la mancanza di forme di sostegno sociale, le condizioni di vita e di lavoro brutali e sgradevoli e la disperazione di molti lavoratori. A questi elementi viene fa da contrapporre la ben radicata corruzione di coloro che sono al potere. In una sua recensione lo scrittore Jack London, contemporaneo di Sinclair, definisce il libro "La capanna dello zio Tom della schiavitù salariata." Lo scopo principale di Sinclair nel descrivere l'industria della carne e le condizioni di chi ci lavorava era quello di promuovere il socialismo negli Stati Uniti. Tuttavia, l'impatto più rilevante del romanzo all'epoca fu quello di suscitare l'indignazione dell'opinione pubblica per i passaggi che denunciavano le violazioni sanitarie e le pratiche insalubri dell'industria di produzione della carne negli Stati Uniti all'inizio del XX secolo, portando a diverse riforme sanitarie.

## Storia editoriale

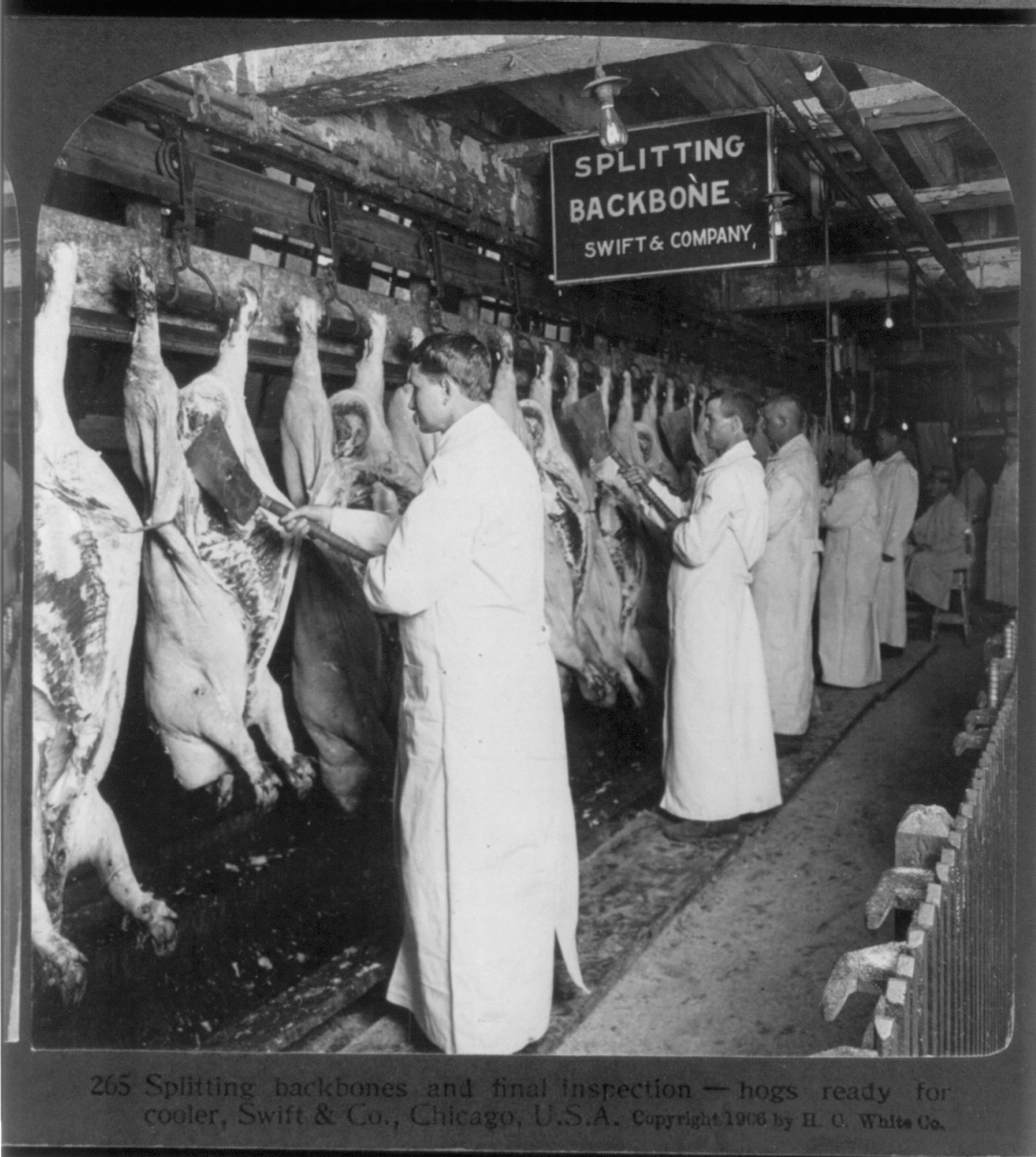
Ispettori di controllo qualità della carne a Chicago nel 1906

Sinclair pubblica inizialmente il libro a puntate, tra il 25 febbraio 1905 e il 4 novembre 1905, all'interno della rivista Appeal to Reason, il giornale socialista che aveva supportato l'inchiesta sotto copertura dello stesso Sinclair l'anno prima. Tale inchiesta aveva ispirato Sinclair a scrivere il romanzo, ma i suoi sforzi per pubblicare la serie non furono subito recepiti. Un impiegato della casa editrice statunitense Macmillan scrisse infatti, 
Cinque editori rifiutarono il manoscritto, ritenuto troppo scioccante per il grande pubblico. Sinclair stava per scegliere di auto-pubblicare una versione ridotta del romanzo per un piccolo gruppo di abbonati alla rivista. Il libro venne poi pubblicato il 28 febbraio 1906 dall'editore Doubleday, in contemporanea con un'edizione di 5000 copie prodotta da Sinclair, la quale apparve sotto l'editore "The Jungle Publishing Company" e con il simbolo del Partito Socialista d'America in copertina. Per entrambe le edizioni furono usate le medesime matrici. Il libro vendette 25000 copie nelle prime sei settimane. Da allora il libro ha visto numerose edizioni, di cui quattro (1920, 1935, 1942, 1945) come auto-pubblicazioni da parte dello stesso Sinclair. Sinclair ha dedicato il libro "ai lavoratori d'America".
Il libro fa parte delle opere di pubblico dominio, dal momento che la data di pubblicazione negli Stati Uniti è precedente al 1924. Copie del libro in lingua originale sono liberalmente disponibili online grazie a iniziative come il Progetto Gutenberg e Wikisource.

## Trama
Il libro si apre col matrimonio del protagonista, Jurgis Rudkus, e della sua fidanzata, Ona Lukoszaite, accompagnato da un tradizionale banchetto lituano. I due sono recentemente immigrati a Chicago insieme alle rispettive famiglie a causa delle difficoltà economiche presenti in Lituania, all'epoca parte dell'Impero russo. Avendo sentito che gli Stati Uniti una maggiore libertà e salari migliori hanno deciso di emigrare per inseguire il sogno americano.
Pur avendo perso gran parte dei risparmi a causa di una truffa durante il viaggio verso Chicago, oltre a dover poi pagare il matrimonio, e nonostante la delusione di dover vivere in una pensione affollata, Jurgis è inizialmente ottimista sulle sue prospettive a Chicago. Giovane e forte, egli crede di essere immune dalle disgrazie che hanno colpito altri della sua gente. Viene prontamente assunto in una ditta di confezioni di carne; è meravigliato dall'efficienza di questa fabbrica, pur assistendo al brutale trattamento riservato agli animali.
Le donne della famiglia riescono a trovare una casa più grande tramite un annuncio, casa che, secondo i calcoli di Ona, potrebbero facilmente permettersi grazie ai nuovi guardagni di Jurgis, Marija e Jonas. Sebbene la casa si riveli ben diversa da come presentata nell'annuncio, oltre a essere situata in un quartiere malmesso, vengono comunque persuasi dall'agete immobiliare a firmare il contratto.
Grazie all'aiuto di un anziano vicino lituano, la famiglia scopre nel contratto la presenza di alcune spese mensili non preventivate, le quali dovranno essere puntualmente pagate, pena lo sfratto, destino a cui vanno incontro la maggior parte degli acquirenti delle case nel quartiere. Per far fronte a queste spese, Ona e il tredicenne Stanislovas (che la famiglia avrebbe voluto mandare a scuola) devono anche loro iniziare a lavorare.
Nonostante si ammalino spesso, non possono permettersi di non lavorare. Durante l'inverno, il padre di Jurgis, indebolito dall'esposizione alle sostanze chimiche e alle intemperie del suo lavoro, muore di malattia.
L'arrivo di Tamoszius, un musicista che cerca di corteggiare Marija, e la nascita del primo figlio di Jurgis e Ona portano un po'di leggerezza e allegria nella casa. Tuttavia, questa felicità viene presto smorzata dal fatto che Ona è costretta a tornare a lavoro solo una settimana dopo aver partorito, mentre Marija viene licenziata a causa di tagli al personale. Jurgis comincia a frequentare le riunioni sindacali: realizza così di aver fatto parte di un giro di compravendita di voti quando era appena arrivato a Chicago, oltre a scoprire che fabbriche come quella per cui lavora fanno consapevolmente uso di carni guaste e che gli stessi lavoratori vanno spesso incontro a malattie a causa delle condizioni di lavoro.
Il lavoro diventa sempre più pesante mentre i guadagni diminuiscono. I membri della famiglia che lavorano subiscono una serie di infortuni. In mezzo a queste difficoltà, Jonas abbandona la famiglia, che non ha altra scelta se non quella di mandare due figli a lavorare come ragazzi dei giornali. Il figlio più piccolo, un bambino disabile, muore per intossicazione alimentare; solo la madre ne piange la morte.
Dopo essersi ripreso da un infortunio, Jurgis accetta di svolgere un lavoro poco appetibile in una fabbrica di fertilizzanti. In preda alla disperazione, inizia a bere, diventando presto un alcolista. Ona, di nuovo incinta, spesso non torna a casa la notte, e Jurgis comincia a insospettirsi. Alla fine Ona confessa che il suo capo, Phil Connor, l'ha violentata, e in seguito l'ha costretta a continuare ad avere rapporti con lui, minacciando di licenziarla e di iimpedire anche al resto della sua famiglia di trovare lavoro.
Jurgis aggredisce Connor in fabbrica, ma viene fermato e portato via da un gruppo di altri uomini. Mentre aspetta in prigione il processo, il suo compagno di cella Jack Duane, gli racconta delle sue imprese criminali e gli dà il suo indirizzo. Durante il processo, Connor dichiara di aver licenziato Ona per "impudicizia" e respinge la versione di Jurgis. Il giudice condanna Jurgis a trenta giorni di reclusione e a pagare le spese legali.
Stanislovas fa visita a Jurgis in prigione e gli racconta della progressiva indigenza in cui versa la famiglia. Dopo aver scontato la pena (più tre giorni per l'impossibilità di pagare le tasse), Jurgis cammina per un giorno intero nella fanghiglia per tornare a casa, solo per scoprire che la casa è stata ristrutturata e venduta a un'altra famiglia. Viene a sapere dal vecchio vicino che, nonostante tutti i sacrifici fatti, la sua famiglia è stata sfrattata ed è tornata alla pensione.
Jurgis arriva alla pensione proprio nel momento in cui Ona è in travaglio; Marija gli spiega che non hanno soldi per chiamare un medico. Jurgis convince una levatrice ad assistere sua moglie, ma ormai è troppo tardi: sia il bambino, sia Ona muoiono a poca distanza. Quando i bambini tornano a casa con la paga del giorno, Jurgis gliela requisisce e la spende per ubriacarsi.
La matrigna di Ona prega Jurgis di ripredersi e di pensare ai figli che gli rimangono. Jurgis si rimette quindi alla ricerca di un lavoro e, per qualche tempo, la famiglia riesce a tirare avanti. Un giorno, Jurgis arriva a casa e scopre che suo figlio è annegato dopo essere caduto da una passerella in rovina. Senza versare una lacrima, se ne va da Chicago.
Jurgis vaga per la campagna finché il tempo è favorevole, lavorando, raccogliendo cibo in giro e rubando per sfamarsi, trovare riparo e bere. In autunno torna a Chicago, alternando periodi in cui lavora a periodi in cui vive da senzatetto. Mentre chiede l'elemosina, incontra per caso un ricco ed eccentrico ubriacone, figlio del proprietario della prima fabbrica in cui Jurgis aveva lavorato, che lo accoglie per la notte nella sua lussuosa villa e gli regala una banconota da cento dollari. Quando poi Jurgis va a spendere la banconota in un bar, un barista lo raggira. Jurgis aggredisce il barista e viene condannato al carcere una seconda volta, dove incontra nuovamente Jack Duane. Questa volta, senza una famiglia che lo ancori, Jurgis decide di entrare in affari con lui.
Jurgis aiuta Duane a rapinare un uomo benestante; la sua parte di bottino vale più di venti volte la paga giornaliera del suo primo lavoro. Sebbene la sua coscienza sia messa a dura prova dalla notizia delle ferite riportate dall'uomo sui giornali del giorno dopo, Jurgis giustifica l'azione come necessaria in un mondo di "cani e porci". Jurgis si fa strada nel mondo del crimine, scoprendo il notevole livello di corruzione del dipartimento di polizia. Diventa un intermediario per un ricco politico, Mike Scully, e fa in modo che molti nuovi immigrati clavi votino secondo i desideri di Scully, come Jurgis aveva fatto a suo tempo. Per riuscire a influenzare questi uomini, egli accetta un lavoro in una fabbrica, continuando a lavorare anche durante gli scioperi. Una notte, per caso, si imbatte in Connor, che aggredisce di nuovo. In seguito, scopre che i suoi amici non possono truccare il processo perché Connor è una figura importante alle dipendenze di Scully. Con l'aiuto di un amico, paga la cauzione ed evita il processo.
Non avendo altre possibilità, Jurgis torna a chiedere l'elemosina e incontra per caso una donna che era stata ospite al suo matrimonio. La donna gli indica dove poter trovare Marija e Jurgis si reca all'indirizzo, scoprendo che si tratta di un bordello che sta venendo perquisito dalla polizia. Marija gli racconta di essere stata costretta a prostituirsi per sfamare i bambini che si erano ammalati e che Stanislovas, era stato divorato dai topi dopo essersi ubriacato ed essere svenuto a lavoro. Dopo un rapido processo e il successivo rilascio, Marija dice a Jurgis che non può lasciare il bordello perché non riesce a mettere da parte i soldi ed è diventata dipendente dall'eroina.
Marija ha un cliente, così Jurgis se ne va. Mentre cerca un posto caldo in cui fermarsi per la notte si imbatti in una riunione politica. Inizia ad appisolarsi. Si addormenta, ma viene svegliato da una signora che lo invita ad ascoltare. Stupito dalla sua gentilezza e affascinato dalla sua passione, si mette ad ascoltare l'oratore. Incuriosito dal suo discorso, al termine delcomizio Jurgis cerca l'oratore, che gli chiede se è interessato al socialismo.

Un socialista polacco lo accoglie in casa sua, discutendo con lui della sua vita e del socialismo. Jurgis torna a casa dalla matrigna di Ona e la converte appassionatamente al socialismo; lei lo asseconda solo perché sembra motivarlo a trovare lavoro. Trova lavoro in un piccolo albergo che si rivela essere gestito da un organizzatore statale del Partito Socialista. Jurgis dedica appassionatamente il resto della sua vita alla causa del socialismo.

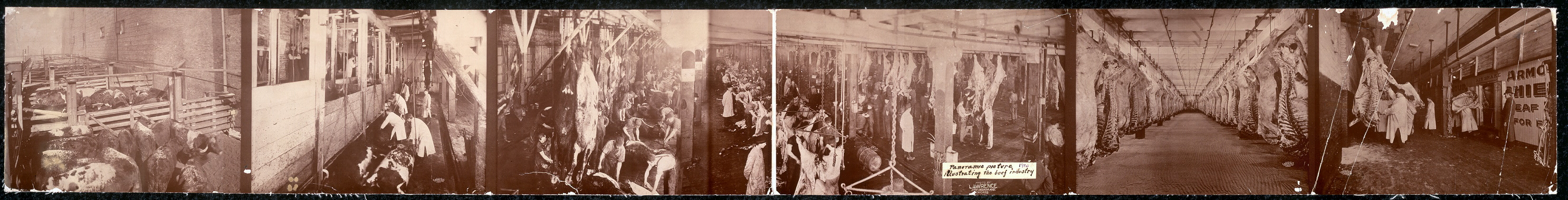
Panorama dell'industria della carne a Chicago attorno al 1900

## Personaggi

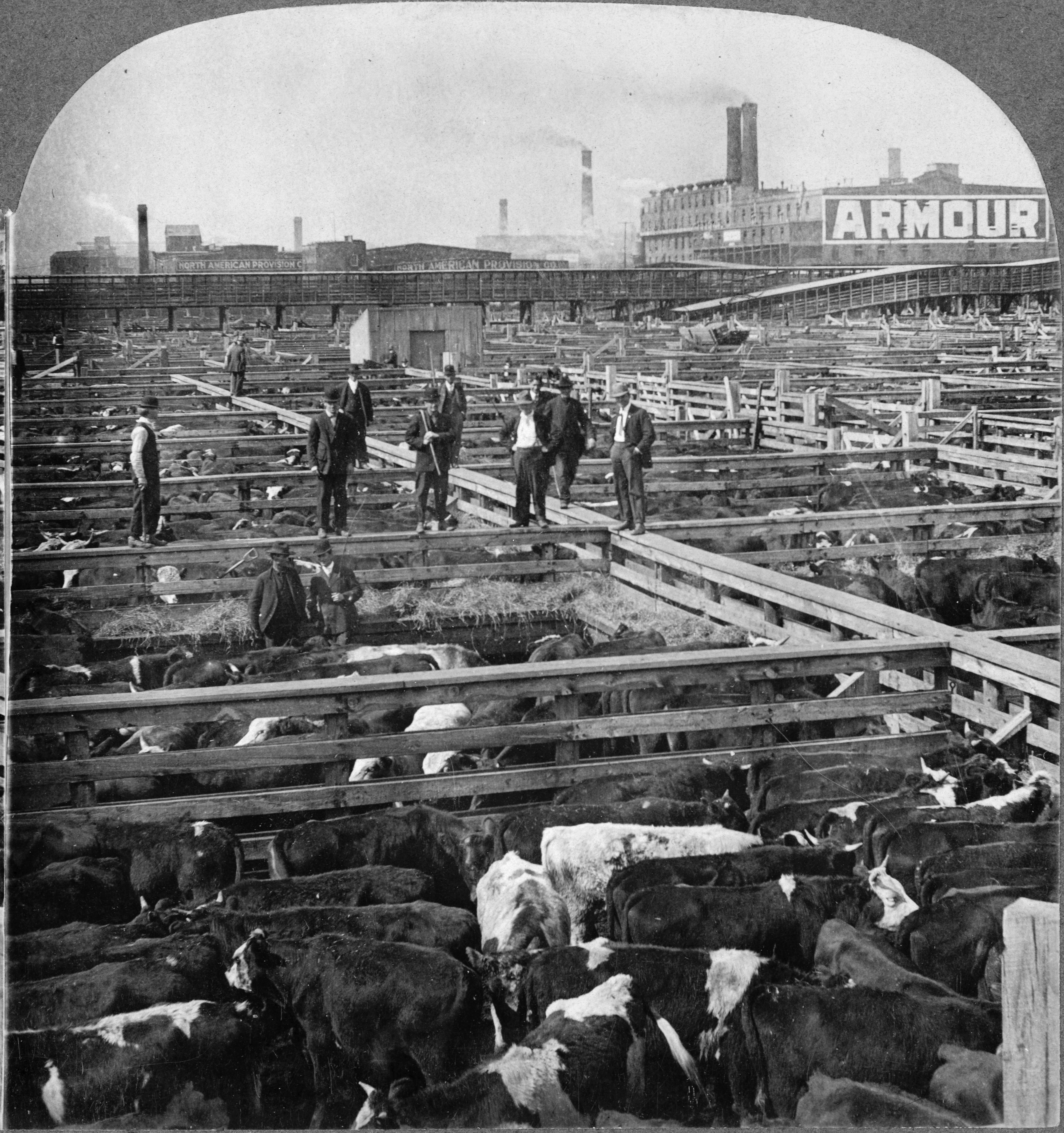
Uomini che camminano su binari di legno tra i recinti del bestiame in un impianto di macellazione di Chicago (1909)

Lavoratori all'interno di un macello di Chicago

- Jurgis Rudkus, un giovane immigrato lituano che fatica a supportare economicamente la propria famiglia.
- Ona Lukoszaite Rudkus, la moglie adolescente di Jurgis.
- Marija Berczynskas, la cugina di Ona, aspira a sposare un musicista. Dopo la morte di Ona e l'abbandono della famiglia da parte di Jurgis comincia a prostituirsi per sfamare i bambini.
- Teta Elzbieta Lukoszaite, la matrigna di Ona. Si prende cura dei bambini e finisce per diventare una mendicante.
- Nonna Swan, un'altra immigrata lituana.
- Dede Antanas, il padre di Jurgis. Continua a lavorare nonostante l'età e la cattiva salute; muore per un'infezione ai polmoni.
- Jokubas Szedvilas, un immigrato lituano proprietario di una gastronomia a Chicago.
- Edward Marcinkus, un immigrato lituano amico della famiglia di Jurgis.
- Fisher, un milionario di Chicago che cerca di aiutare i poveri che abitano nelle baraccopoli della città.
- Tamoszius Kuszleika, un fiddler che si fidanza con Marija'.
- Jonas Lukoszas, il fratello di Teta Elzbieta. Abbandona la famiglia e non si fa più vivo.
- Stanislovas Lukoszas, il figlio maggiore di Elzibeta; inizia a lavorare a 14 anni grazie a dei documenti falsi in cui risulta averne 16.
- Mike Scully (originariamente Tom Cassidy), il capo del mattatoio; fa parte del Partito democratico.
- Phil Connor, uno dei capi della fabbrica in cui lavora Ona. Connor stupra Ona e la costringe a prostituirsi.
- Miss Henderson, la caposquadra di Ona nel reparto imballaggi.
- Antanas, il figlio di Jurgis e Ona.
- Vilimas and Nikalojus, rispettivamente il secondo e terzo figlio di Elzbieta.
- Kristoforas, uno dei figli disabili di Elzbieta.
- Juozapas, l'altro figlio disabile di Elzbieta.
- Kotrina, la figlia di Elzbieta e sorellastra di Ona.
- Judge Pat Callahan, un giudice corrotto.
- Jack Duane, un ladro che Rudkus incontra in prigione.
- Madame Haupt, una levatrice assunta come aiuto per Ona.
- Freddie Jones, il figlio di un ricco industriale della carne.
- Buck Halloran, un lavoratore irlandese che supervisiona le transazioni per l'acquisto di voti.
- Bush Harper, un uomo che lavora per Mike Scully come spia all'interno del sindacato.
- Ostrinski, un immigrato polacco che ha aderito al socialismo.
- Tommy Hinds, il proprietario socialista dell'Hinds's Hotel.
- Mr. Lucas, un pastore socialista e predicatore itinerante.
- Nicholas Schliemann, un filosofo e socialista svedese.
- Durham, un uomo d'affari e il secondo datore di lavoro di Jurgis.

## Accoglienza e critica
L'intento di Upton Sinclair era quello di smascherare "l'inferno dello sfruttamento [del lavoratore medio delle fabbriche americane all'inizio del XX secolo]", ma il grande pubblico si fissò sul tema della sicurezza alimentare ritenendolo l'argomento più scottante ad emergere del romanzo. Sinclair ammise che la sua celebrità era nata "non perché al pubblico importasse qualcosa dei lavoratori, ma semplicemente perché il pubblico non voleva mangiare carne affetta da tubercolosi".
Il racconto fatto da Sinclair di lavoratori che cadono in vasche di fusione e vengono macinati insieme a parti di animali impressionò l'opinione pubblica. Le pessime condizioni di lavoro e lo sfruttamento di bambini e donne, oltre che degli uomini, vennero portati come esempio di corruzione nelle fabbriche di confezionamento della carne.
Il primo minostro inglese Winston Churchill lodò il libro in una recensione.
Bertolt Brecht riprese il tema delle pessime condizioni di lavoro all'interno dell'industria dei macelli di Chicago nella sua opera teatrale Santa Giovanna dei Macelli.
Nel 1933 il libro divenne una delle vittime dei Bücherverbrennungen, i roghi di libri organizzati dalle autorità della Germania nazista a causa dell'adesione di Sinclair al socialismo.

### Reazione del governo americano
Il presidente americano Theodore Roosevelt definì Sinclair un "invasato" a causa delle posizioni socialiste dello scrittore. Scrisse in privato al giornalista William Allen White per esprimere i suoi dubbi: " Nutro un totale disprezzo per lui. È isterico, squilibrato e menzognero. Tre quarti delle cose che ha detto sono assolutamente false. Le altre hanno solo una base di verità". Dopo aver letto "La giungla", Roosevelt si trovò d'accordo con alcune delle conclusioni di Sinclair. Il presidente scrisse: "È necessario intraprendere un'azione radicale per eliminare tutti i tentativi di arrogante ed egoistica avidità da parte dei capitalisti". Egli incaricò il commissario del lavoro Charles P. Neill] e l'assistente sociale James Bronson Reynolds di recarsi a Chicago per indagare su alcuni impianti di confezionamento della carne.
Venuti a conoscenza della visita, i proprietari fecero pulire a fondo le fabbriche prima dell'ispezione, ma Neill e Reynolds rimasero comunque sconvolti dalle condizioni. Il loro resoconto verbale a Roosevelt confermava gran parte di ciò che Sinclair ritraeva nel romanzo, ad eccezione della dichiarazione relativa alla caduta di operai nelle vasche di fusione. Quell'anno, il Bureau fo Animal Industry pubblicò un rapporto che respingeva le accuse più gravi di Sinclair, definendole "intenzionalmente fuorvianti e false", "dichiarazioni di fatto volutamente e deliberatamente erronee", e " totale assurdità".
Roosevelt non rese pubblico il Rapporto Neill-Reynolds. La sua amministrazione lo presentò direttamente al Congresso il 4 giugno 1906. La pressione dell'opinione pubblica portò all'approvazione del Meat Inspection Act e del Pure Food and Drug Act; quest'ultimo istituì il Bureau of Chemistry (nel 1930 rinominato in Food and Drug Administration).
Sinclair si espresse negativamente su questa legge, che considerava una concessione ingiustificata ai grandi produttori di carne. Il governo (e i contribuenti) avrebbero dovuto sostenere i costi delle ispezioni, stimati intorno ai 30 milioni di dollari all'anno. Si lamentò del fraintendimento da parte del pubblico del senso del suo libro su Cosmopolitan nel numero dell'ottobre 1906, dichiarando: "ho mirato al cuore del pubblico e per sbaglio l'ho colpito allo stomaco".

## Adattamenti
Una prima versione cinematografica del romanzo venne prodotta nel 1904, ma da allora è qndata persa.
Santa Giovanna dei Macelli è un'opera teatrale scritta dal drammaturgo tedesco modernista Bertolt Brecht tra il 1929 e il 1931, dopo il successo de L'opera da tre soldi e durante il periodo sperimentale di Brecht con la creazione della Lehrstücke. È basato sul musical Happy End del 1929, che Brecht scrisse insieme a Elisabeth Hauptmann. L'ambiente degli impianti di lavorazione della carne di Chicago era diventato noto agli attivisti di sinistra di tutto il mondo grazie al romanzo di Sinclair.
Nel luglio 2019 la casa editrice Penguin Random House ha pubblicato una versione della storia, adattata e illustrata da Kristina Gehrmann e tradotta da Ivanka Hahnenberger sotto il marchio editoriale Ten Speed Graphic.